# Oswaldo Molestina
Oswaldo Molestina Zavala (Guayaquil, 3 de noviembre de 1946) es un abogado y político ecuatoriano.

## Biografía
Nació el 3 de noviembre de 1946 en Guayaquil. Realizó sus estudios superiores en la Universidad de Guayaquil, donde obtuvo el título de doctor en jurisprudencia.
Fue presidente de la Corte Superior de Justicia de Guayaquil de 1986 a 1987. En 1988 fue nombrado contralor general de la Nación, durante el gobierno del socialdemócrata Rodrigo Borja Cevallos. En 1990 dejó su puesto en la contraloría y pasó a ocupar la gobernación de la provincia de Guayas, cargo que desempeñó hasta 1992.
En las elecciones legislativas de 1998 fue elegido diputado nacional por la Izquierda Democrática para el periodo de 1998 a 2003.
En abril de 2005 fue nombrado Ministro de Comercio Exterior como cuota del acuerdo entre el presidente Alfredo Palacio y la Izquierda Democrática. Durante su tiempo en el ministerio continuó las negaciones con Estados Unidos emprendidas por su predecesora, Ivonne Baki, con miras a implementar un tratado de libre comercio entre los dos países.
En septiembre del mismo año asumió el cargo de Ministro de Gobierno luego de la abrupta salida de Mauricio Gándara, el anterior ministro. Sin embargo, un mes después renunció al puesto argumentando molestar respecto a los retrasos que sufrió la consulta popular anunciada por el presidente Palacio para decidir si se convocaría una Asamblea Constituyente, lo que también provocó el alejamiento de la Izquierda Democrática del gobierno.